# Dustin Duncan
Pour les articles homonymes, voir Duncan.
Dustin Duncan (né en 1979) est un homme politique provincial canadien de la Saskatchewan. Il représente la circonscription de Weyburn-Big Muddy à titre de député du Parti saskatchewanais de 2006 à 2024,.

## Biographie
Né à Weyburn en Saskatchewan, Duncan grandit à Halbrite (en) dans le sud-est de la province. Il étudie l'histoire à l'Université de Regina et complète également un cursus en Canadian Securities. Peu avant son élection, il travaille à au bureau de l'Opposition officielle du département provincial de la Santé.
Élu député à la faveur d'une élection partielle à l'âge de 26 ans. Brad Wall le nomme alors critique de l'opposition en matière d'Opportunités pour la jeunesse. Réélu en 2007, 2011 et 2016, il occupe plusieurs fonctions ministérielles dans les gouvernements de Brad Wall et Scott Moe.